# Phtheochroa modestana
Phtheochroa modestana es una especie de polilla de la familia Tortricidae. Se encuentra en América del Norte, donde se ha registrado desde Alberta, hacia el este a través del sur de Canadá. En los Estados Unidos, se encuentra desde Maine hasta Illinois y Carolina del Sur.
La envergadura es de 17 a 20 mm. Se han registrado vuelos en adultos de junio a septiembre.